# Серебрянский завод неорганических производств
Серебря́нский завод неорганических производств (каз. Серебрянск бейорганикалық өндіріс зауыты) — казахстанский производитель индивидуальных и коллективных средств защиты органов дыхания, градообразующее предприятие города Серебрянск Восточно-Казахстанской области. Единственный завод в Казахстане по производству респираторов и промышленных фильтров очистки воздуха.

## История
Серебрянский завод неорганических производств был основан в 1969 году. На возведение предприятия были привлечены бывшие строители Бухтарминской ГЭС. Завод обслуживал военно-промышленный комплекс СССР — производил фильтры для танков и прочей бронетехники. Продукция поставлялась странам Варшавского блока. Противогазы и респираторы использовались ликвидаторами последствий аварии на Чернобыльской АЭС. После распада СССР в виде акционерного общества перешло в ведение Министерства обороны Республики Казахстан. После приватизации завод сменил нескольких владельцев, среди которых через офшор был Мухтар Аблязов. В 2010-х предприятие перешло под управление государственного Фонда проблемных кредитов, позже было обанкрочено и передано в аренду частной компании. Однако на начало 2020 года производство остановлено, несмотря на дефицит средств защиты в Казахстане в связи с пандемией COVID-19.

## Деятельность
В состав завода входит 24 производственных и вспомогательных корпусов общей площадью 64 тысячи м², метрологическое, испытательное (единственная в Казахстане аккредитованная лаборатория по средствам защиты органов дыхания) и деревообрабатывающее производства.
Завод производит:
- респираторы
- шланговые промышленные противогазы
- рулонные фильтрующие материалы
- фильтры тонкой и грубой очистки воздуха типа Д и ФЛ
- изделия из пластмасс промышленного и бытового назначения